# 浪人街 (1990年の映画)
『浪人街』（ろうにんがい）は、1990年（平成2年）8月18日に公開された黒木和雄監督の日本の剣戟映画である。また、マキノ正博監督により1928年（昭和3年）制作・公開された『浪人街 第一話 美しき獲物』の4度目のリメイク作品になる。「日本映画の父・牧野省三追悼六十周年記念作品」としてマキノ正博（マキノ雅広名義）総監修のもとで制作された。

## 概要
もともとはマキノ正博監督によるセルフリメイクとして企画された。しかし、マキノの健康上の理由で断念。企画を進めた鍋島壽夫は『TOMORROW 明日』（1988年）で組んだ黒木和雄に監督を打診。黒木は『キネマ旬報』のベストワンにも輝いた名作のリメイクは荷が重いと躊躇ったものの、「マキノさんがもう、体を悪くなさって「自分はとてもリメイクできない」と。「黒木君やってもいいよ」っていうようなことをおっしゃって戴いて。マキノさんは僕の映画を見ていまして、『あるマラソンランナーの記録』が大好きなんですよ。「あの監督だったら、『浪人街』撮れるよ」って、どこで「だったら」なのかわかりませんけども（笑）」と、マキノの後押しもあって監督を引き受けることを決断。マキノの快諾も得て「日本映画の父・牧野省三追悼六十周年記念作品」として制作されることになった。
なお、本作の公開を目前にした1990年1月16日、赤牛弥五右衛門役の勝新太郎が旅行先のアメリカ合衆国ハワイ州のホノルル国際空港で下着にマリファナとコカインを入れていたとして現行犯逮捕されるという緊急事態が発生。そのため、公開は先送りとなり、ようやく8月18日になって公開に漕ぎ着けた。この経緯について黒木和雄は「あの勝新太郎の麻薬事件で（笑）、半年オクラでした」と語っている。
その後、勝は活躍の場を舞台に移し、映画出演は本作が最後となった。

## 受賞
- 第14回日本アカデミー賞で石橋蓮司が本作他にて最優秀助演男優賞[3]
- 第15回報知映画賞 助演男優賞
- 第64回キネマ旬報ベスト・テン
  - 日本映画第8位
  - 助演男優賞（石橋蓮司）
- 第3回日刊スポーツ映画大賞 主演男優賞（原田芳雄）

## キャスト
- 原田芳雄 - 荒牧源内
- 樋口可南子 - お新
- 石橋蓮司 - 母衣権兵衛
- 杉田かおる - おぶん
- 伊佐山ひろ子 - お葉
- 藤崎卓也 - 佐吉
- 絵沢萠子 - おとく
- 中村たつ - おなか
- 紅萬子 - お仙
- 賀川雪絵 - おつや
- 外波山文明 - 小幡伝太夫
- 津村鷹志 - 同心柏木
- 青木卓司 - 権三
- 甲斐道夫 - 柴森九之丞
- 中田譲治 - 松井作兵衛
- 天本英世 - 琵琶法師
- 水島道太郎 - 太兵衛
- 中尾彬 - 小幡七郎右衛門
- 佐藤慶 - 伊勢屋
- 長門裕之 - 二そば麦屋
- 田中邦衛 - 土居孫左衛門
- 勝新太郎 - 赤牛弥五右衛門

## スタッフ・作品データ
- 監督 : 黒木和雄
- 総監修 : マキノ雅広
- 原作 : 山上伊太郎
- 脚色 : 笠原和夫
- 特別協力 : 宮川一夫
- 音楽 : 松村禎三
- 撮影 : 高岩仁
- 美術 : 内藤昭
- 照明 : 美間博
- 録音 : 加藤一郎
- 編集 : 谷口登司夫
- 監督補佐 : 南野梅雄
- 助監督 : 月野木隆、原田徹、田中幹人、辻裕之
- 殺陣 : 宇仁貫三、山口博義
- 音響効果 : 帆苅幸雄
- MA : アオイスタジオ
- 現像 : 東京現像所、IMAGICA
- 協賛 : 三井ファイナンスサービス
- 製作者 : 鍋島壽夫、足達侃三郎、務台猛雄
- プロデューサー：山崎義人、野村芳樹、垂水保貴
- 製作協力 : 京都映画、映像京都、松竹第一興行
- 上映時間 : 117分